# Beade (kommun)
Beade är en kommun i Spanien. Den ligger i provinsen Ourense i den autonoma regionen Galicien i nordvästra delen av landet, 400 km nordväst om huvudstaden Madrid. Antalet invånare är 366 (2024). Arean är 6,40 kvadratkilometer.